# Красноманычский сельсовет
Красноманычский сельсовет — упразднённое сельское поселение в Туркменском районе Ставропольского края России.
Административный центр — посёлок Красный Маныч.

## История
На 1 марта 1966 года в Красноманычский сельсовет Апанасенковского района входили: посёлки Красный Маныч (административный центр), Голубиный, Новокучерлинский, Новорагулинский и Прудовый:8.
В 1971 году сельсовет был присоединён к вновь образованному Туркменскому району.
В 1974 году посёлок Новокучерлинский передан из Красноманычского сельсовета в Новокучерлинский сельсовет с центром в посёлке Ясный:28.
Статус и границы сельского поселения установлены в 2004 году Законом Ставропольского края.
16 марта 2020 года все муниципальные образования Туркменского района были упразднены и включены в Туркменский муниципальный округ.

## Население
| 1989  | 2002  | 2010  | 2011  | 2012  | 2013  | 2014  |
| ----- | ----- | ----- | ----- | ----- | ----- | ----- |
| 1789  | ↘1763 | ↘1666 | ↘1663 | ↘1636 | ↘1604 | ↘1583 |
| 2015  | 2016  | 2017  | 2018  | 2019  | 2020  |       |
| ↘1551 | ↘1544 | ↘1511 | ↘1488 | ↘1476 | ↘1457 |       |

## Состав сельского поселения
| № | Населённый пункт | Тип населённого пункта          | Население |
| - | ---------------- | ------------------------------- | --------- |
| 1 | Голубиный        | посёлок                         | ↘300      |
| 2 | Красный Маныч    | посёлок, административный центр | ↘900      |
| 3 | Новорагулинский  | посёлок                         | ↘200      |
| 4 | Прудовый         | посёлок                         | ↘100      |